# Guinao
Guinao (Guinau, Winao, Guinaú, Temomeyeme, Temomoyamo, Ginao), nekadašnje pleme porodice arawak koji su živjeli u južnoj Venezueli, država Bolívar. Apsorbirali su ih karipski Indijanci Maquiritare. Sami sebe nazivali su Temomoyami.
Njihov istoimeni jezik podklasificiran je zajedno s jezicima baré i marawá skupini Baré (bare)